# Малкош
Малкош (от др.-евр. מַלְקוֹשׁ‬ — «поздний дождь») — последний (поздний) дождь сезона дождей в Израиле, выпадающий весной, как правило в апреле или мае. Имеет символическое значение для культур региона, и знаменует наступление лета — сухого сезона.
Это явление характерно для средиземноморского климата, в котором существует прекращение дождей в летний сезон, за редким исключением мелких местных дождей под влиянием циклонов.

## Значение слова
Слово малкош встречается в Торе, а тексты ежедневно произносят при чтении Шма дважды в день по утрам и вечерам, записывают в мезузе и прикрепляют к косякам дверей еврейских домов:

Если вы будете слушать заповеди Мои, которые заповедую вам сегодня, любить Господа, Бога вашего, и служить Ему от всего сердца вашего и от всей души вашей, то дам земле вашей дождь в своё время, ранний и поздний; и ты соберёшь хлеб твой и вино твоё и елей твой;
и дам траву на поле твоём для скота твоего, и будешь есть и насыщаться.
— Втор. 11:13—15

## Приметы
Дождь считается Божьим даром. Год в Израиле распадается на две части — сухую и дождливую; первая продолжается с начала мая до начала октября, и дожди уже во вторую половину мая считаются большой редкостью. Дождливое время года делится на три части:
1. Период ранних дождей (יורה‎, йоре) в октябре и ноябре — эти дожди размягчают почву и приспособляют её к запашке и засеву.
2. Время сильных зимних дождей (גשם‎, гешем) — напояют землю влагой, наполняют цистерны и питают источники; оно продолжается от середины декабря до середины или конца марта.
3. Период поздних дождей (מלקוש‎, малкош) в апреле и мае — эти дожди всегда имеют особенно важное значение, так как доставляют уже поднявшимся хлебам влагу для борьбы с начавшимся зноем, без чего пропал бы напрасно весь человеческий труд.

Наиболее важным условием для хорошей жатвы в Израиле во все времена служили обильные зимние и поздние дожди, и опоздание последних влекло за собою всегда весьма гибельные последствия для урожая.
При отсутствии дождя полагается целая серия постов. Эти посты известны под именем בה״ב‎ (шени, хамиши ве-шени — пост в понедельник, четверг и понедельник). Если дождя нет до первого кислева, то бет-дин устанавливает всеобщий пост в определённые дни в течение трёх следующих недель. Если это средство оказывается безрезультатным, то бет-дин устанавливает ещё раз трёхдневный пост со всеми строгостями великого поста Йом-кипура. Если и после этого дождя нет, бет-дин устанавливает дальнейшие семь постов, в которые трубят в шофар. Во время постов произносят молитву, вызывающую дождь — Ана адонай. Эта церемония совершается на публичном месте среди города и старейшие члены общины проповедуют при этом покорность и смирение (Таанит 1, 4—7; II, 1). Если появляется дождь среди поста, то этот день заканчивается чтением Целого галеля. Кроме того, произносится установленное благословение «благодарим Тебя, Боже, за каждую дождевую каплю, которую Ты ниспослал нам» (Брахот 59 б).